# Traktat z Vereeniging

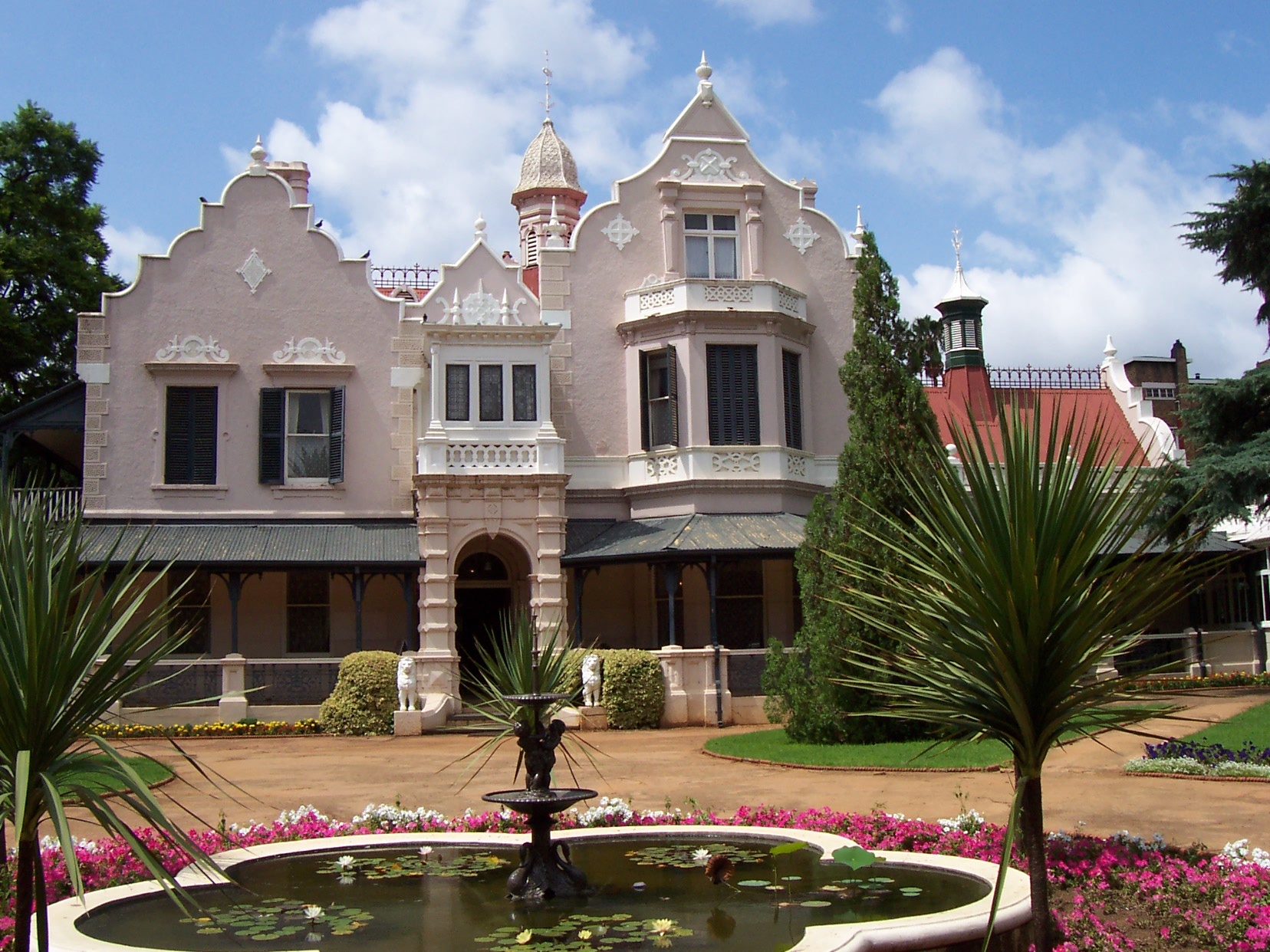
Melrose House - miejsce podpisania traktatu

Traktat z Vereeniging – kończący II wojnę burską traktat pokojowy, podpisany 31 maja 1902 roku, pomiędzy Wolnym Państwem Orania i Republiką Południowoafrykańską (Transwalem) z jednej i Wielką Brytanią z drugiej strony.
Traktat kończył działania wojenne i przewidywał kapitulację wojsk burskich przed Brytyjczykami w zamian za brytyjską obietnicę autonomicznego rządu Transwalu i Oranii jako kolonii Imperium brytyjskiego.
Ponadto strony zgodziły się na poniższe warunki:
1. Każdy z burskich żołnierzy podda się samodzielnie.
2. Wszyscy burscy żołnierze będą rozbrojeni.
3. Wszyscy Burowie złożą przysięgę wierności Koronie Brytyjskiej.
4. Wszystkie wyroki kary śmierci zostaną anulowane.
5. Ogłoszona zostanie amnestia generalna.
6. Język afrikaans będzie dopuszczony do użytku w szkolnictwie i sądownictwie.
7. Nadanie autonomicznych rządów obu byłym republikom (przyznane w 1906 i 1907).
8. Nie nadawać czarnym mieszkańcom praw publicznych do czasu ustanowienia ww rządów autonomicznych.
9. Przekazanie przez rząd brytyjski 3 milionów funtów szterlingów na odbudowę Południowej Afryki.
10. Prawo własności Burów do swojego majątku będzie przestrzegane.
11. Nie będą wprowadzane żadne podatki gruntowe.
12. Zarejestrowana broń prywatna będzie legalna.

W 1906 i 1907 kolonie otrzymały autonomiczne rządy, ale już 31 maja 1910 roku powołany został Związek Południowej Afryki, który zjednoczył dawne burskie państwa oraz Kolonię Przylądkową. Związek otrzymał pełną niepodległość na mocy Konferencji Imperialnej z roku 1926 i Statutu Westminsterskiego z roku 1931. W 1961 ogłoszono powstanie Republiki Południowej Afryki.
Dokument jest nazywany od miasta Vereeniging w Transwalu, gdzie toczyły się negocjacje. Został on podpisany w Melrose House w Pretorii.